# USS Somers (DD-381)
USS Somers (DD-381) là một tàu khu trục, chiếc dẫn đầu của lớp Somers, được Hải quân Hoa Kỳ chế tạo vào giữa những năm 1930. Nó là chiếc tàu chiến thứ năm của Hải quân Hoa Kỳ được đặt tên theo Trung úy Hải quân Richard Somers (1778-1804), sĩ quan hải quân tử trận trong cuộc Chiến tranh Barbary thứ nhất. Somers đã phục vụ trong suốt Chiến tranh Thế giới thứ hai, đặc biệt là tại Mặt trận Đại Tây Dương và Địa Trung Hải. Nó được cho ngừng hoạt động năm 1945 và bị bán để tháo dỡ năm 1947.

## Thiết kế và chế tạo
Somers được đặt lườn tại xưởng tàu của hãng Federal Shipbuilding and Drydock Company, ở Kearny, New Jersey vào ngày 27 tháng 6 năm 1935. Nó được hạ thủy vào ngày 13 tháng 3 năm 1937; và nhập biên chế vào ngày 1 tháng 12 năm 1937.

## Lịch sử hoạt động
Vào năm 1938, Somers vận chuyển một chuyến hàng đặc biệt là vàng từ Ngân hàng Anh Quốc sang New York. Vào ngày 6 tháng 11 năm 1941, nó cùng tàu tuần dương hạng nhẹ USS Omaha chặn bắt chiếc tàu chở hàng Đức Odenwald, vốn ngụy trang như là chiếc tàu buôn Hoa Kỳ Willmoto, chở 3.800 tấn cao su đang khan hiếm tại châu Âu. Nó còn chặn bắt thêm hai tàu vượt phong tỏa khác MS Anneliese Essberger và Westerland. Odenwald được đưa về Puerto Rico; do con tàu đã ngụy trang như một tàu Hoa Kỳ, nó bị tịch thu; và sau một vụ kiện kéo dài đến tận năm 1947, thủy thủ đoàn của Somers và Omaha được xem đã chiếm được tàu sau khi nó có ý định tự đánh đắm. Đây là phần thưởng tiền mặt cuối cùng mà Hải quân Hoa Kỳ trả cho việc chiếm tàu đối phương.
Somers sau đó tham gia các hoạt động đổ bộ chiếm đóng tại Normandy và miền Nam nước Pháp, cung cấp hỏa lực hỗ trợ cũng như tuần tra bảo vệ chống tàu ngầm. Vào ngày 15 tháng 8 năm 1944, bốn giờ trước khi diễn ra cuộc đổ bộ dự kiến dọc French Riviera, Somers đụng độ và đánh chìm tàu corvette Đức UJ6081 và tàu xà lúp SG21 trong Trận Port Cros. Sau đó nó tiếp cận gần bờ để bắn pháo hỗ trợ cho việc đổ bộ. Trong hai ngày nó đã bắn phá các cứ điểm cố thủ đối phương dọc bờ biển gần Toulon bằng đạn pháo 5 in (130 mm), và đấu pháo tay đôi với các khẩu đội phòng thủ duyên hải đối phương về phía Đông Marseilles. Cho dù Somers chịu đựng nhiều phát đạn pháo, nó cuối cùng vẫn là người chiến thắng.
Trong tháng sau, Somers hoạt động tại khu vực Địa Trung Hải, viếng thăm các cảng tại bờ biển miền Nam nước Pháp, Ajaccio, Corsica và Oran, Algeria. Nó khởi hành từ Oran vào ngày 28 tháng 9, và về đến New York vào ngày 8 tháng 10. Nó được đại tu tại Xưởng hải quân Brooklyn cho đến ngày 8 tháng 11, rồi di chuyển đến Casco Bay, Maine để huấn luyện. Vào ngày 23 tháng 11, nó tham gia hộ tống một đoàn tàu hướng sang Anh, chuyến đầu tiên trong số bốn chuyến vượt Đại Tây Dương. Nó quay trở về Hoa Kỳ vào ngày 12 tháng 5 năm 1945 sau khi kết thúc chuyến cuối cùng sang Anh Quốc. Trong thời gian còn lại của năm, nó hoạt động dọc theo vùng bờ Đông, và trong tháng 7 đã thực hiện chuyến đi mùa Hè đến vùng biển Caribe huấn luyện học viên sĩ quan.
Vào ngày 4 tháng 8 năm 1945, nó đi đến Charleston, South Carolina để đại tu, rồi ở lại đây cho đến ngày 11 tháng 9, khi nó trình diện cùng Tư lệnh Quân khu 6 Hải quân để xuất biên chế và loại bỏ. Somers được cho xuất biên chế tại Charleston vào ngày 28 tháng 10 năm 1945 và tiếp tục ở lại đây cho đến khi được bán cho hãng Boston Metals ở Baltimore, Maryland vào ngày 16 tháng 5 năm 1947 để tháo dỡ. Tên nó được cho rút khỏi danh sách Đăng bạ Hải quân vào ngày 28 tháng 1 năm 1947.

## Phần thưởng
Somers được tặng thưởng hai Ngôi sao Chiến trận do thành tích phục vụ trong Chiến tranh Thế giới thứ hai.